# درة غرم (مازو)
درة غرم (بالفارسية: دره‌گرم) هي قرية تقع في قسم مازو الريفي، بمقاطعة أنديمشك التابعة لمحافظة خوزستان، إيران. يقدر عدد سكانها بـ 18 نسمة حسب الإحصاء السكاني الذي تمّ في عام 2006.